# Pothos roxburghii
Pothos roxburghii är en kallaväxtart som beskrevs av De Vriese. Pothos roxburghii ingår i släktet Pothos och familjen kallaväxter. Inga underarter finns listade.